# Ацмони, Арье
Арье Ацмони (ивр. אריה עצמוני‎, имя при рождении Лейб Маркович; 1926, Ужгород, Подкарпатская Русь, Чехословакия — 30 марта 2005, Хайфа) — израильский военнослужащий, старшина (рав-самаль) артиллерии, один из 12 военнослужащих, удостоенных звания Героя Израиля.

## Биография
Лейб Маркович родился в 1926 году в Ужгороде (в то время в составе Чехословакии); в 1938 году город был передан Венгрии, а спустя короткое время венгерские власти начали вводить в стране ограничительные антиеврейские законы. После начала Второй мировой войны Лейб, которому тогда было 13 лет, расстался с семьёй и перебрался в Будапешт (другие члены семьи были позже отправлены в Освенцим, где погибли мать и две из трёх сестёр Лейба). В венгерской столице ему предоставил убежище пекарь-нееврей, у которого Лейб жил и работал.
Позже Маркович был арестован и отправлен в трудовой лагерь Бор в Югославии (близ одноименного города), где работал на добыче меди. Когда лагерь был освобождён югославскими партизанами, Маркович присоединился к ним и воевал в их рядах до 1944 года. В 1944 году он покинул Югославию и перебрался в подмандатную Палестину. Там юноша был помещён в лагерь для нелегальных репатриантов в Атлите, из которого был выпущен, когда изъявил желание присоединиться к Еврейской бригаде в составе британских вооружённых сил. В составе Еврейской бригады Маркович служил в Италии и в Египте. На сайте памяти Ацмони (Марковича) сообщается, что во время пребывания в Италии он примкнул к организации «Нокмим», своими силами выявлявшей и уничтожавшей бывших офицеров СС.
По возвращении в Палестину Маркович поступил на службу в Полицию еврейских поселений и сменил «галутную» фамилию Маркович на Ацмони. Сайт памяти Ацмони сообщает, что в первые дни Войны за независимость Израиля тот вместе с несколькими другими еврейскими полицейскими осуществлял охрану электростанции в Нахараиме, когда она была атакована силами Арабского легиона. Опасаясь попасть в плен, Ацмони вместе с другими охранниками отступил, унося с собой оружие, в том числе ручные пулемёты Bren и «томми-ганы», а также значительное количество боеприпасов. Группе удалось добраться до расположения бригады «Голани», где её членам было предложено влиться в ряды бригады. Ацмони это предложение принял. После окончания сержантских курсов он продолжил службу в «Голани» уже в ранге старшего сержанта.
В одном из боёв в составе «Голани» Ацмони вынес ящик с боеприпасами из-под огня противника, за что получил знак отличия (ЦАЛАШ) командира бригады. В следующий раз он отличился 4 января 1949 года в бою за опорный пункт на кладбище Рафаха. Это произошло, когда автомашина артиллерийского отделения застряла перед позицией еврейского противотанкового орудия, перекрыв ему сектор огня. Противник подверг этот участок ожесточённому обстрелу, мешая подобраться к машине и убрать её с линии огня, но Ацмони с риском для жизни сумел снова запустить автомобиль и отвести в сторону. После этого противотанковое орудие возобновило огонь, за время боя выведя из строя девять единиц египетской бронетехники. За свои действия в этом эпизоде Ацмони был удостоен звания Героя Израиля (в 1973 году он был также награждён медалью «За героизм»).
После Войны за независимость Ацмони ушёл в запас в звании старшины. Он женился на Лее Лустиг, с которой познакомился в ходе военной службы, и поселился в Хайфе, где работал в компании, импортировавшей автомобильные детали, а впоследствии основал вместе с женой собственную фирму по аренде автомобилей. В годы Войны на истощение Ацмони на год вернулся в действующую армию в звании первого старшины — на тот момент высшее сержантско-старшинское звание в АОИ — без выплаты жалования. Он также принимал участие в войне Судного дня в качестве резервиста.
Арье Ацмони умер 30 марта 2005 года и был похоронен на военном кладбище в Хайфе.